# Clavus auriculifera
Clavus auriculifera é uma espécie de gastrópode do gênero Clavus, pertencente a família Drilliidae.